# Album pour les tout-petits
L'Album pour les tout-petits, op. 103, est un cycle de pièces pour piano de Mel Bonis composé en 1913.

## Composition
Mel Bonis compose son cycle de pièce pour piano avant 1913. Elle dédie son œuvre « À mes petits enfants ». Le cycle est publié aux éditions Philippo en 1913.

## Structure
L'œuvre se compose de vingt pièces :
1. La Toupie
2. Le Petit Mendiant
3. Marionnettes
4. Le baptême
5. Compliment à grand-mère
6. La Machine à coudre
7. Gros Chagrin
8. Colère
9. Gouttes de pluie
10. Monsieur Vieuxbois
11. La Clé des champs
12. Au temps jadis
13. Câlineries
14. Prière
15. Miaou-ronron
16. Madrigal
17. La Puce
18. Dans la montagne
19. Douce amie
20. Mireille au piano

## Analyse
D'après le catalogue Domange, Philippo s'était engagé à remplacé le titre original de la dix-neuvième pièce, Élégie, par Douce amie.

## Réception
Les œuvres de l'Album pour les tout-petits font partie des ouvrages didactiques de la compositrice. On trouve notamment le fait que Mlle M.-T. Ruault programme, dans les auditions de sa classe de piano, des œuvres de Mel Bonis  : Mlle Guibal joue notamment La Toupie  en 1933, tandis qu'en 1936, Mlle C. Riom joue Gouttes de pluie.

## Sources
- Étienne Jardin, Mel Bonis (1858-1937) : parcours d'une compositrice de la Belle Époque, 2020 (ISBN 978-2-330-13313-9 et 2-330-13313-8, OCLC 1153996478, lire en ligne)